# کمینه‌سازی پسماند

سلسله مراتب پسماند، پرهیز، کاهش، استفاده دوباره، بازیافت و کمپوست‌سازی امکان کاهش پسماند را فراهم می‌کند.

کمینه‌سازی زباله (به انگلیسی: Waste minimisation)، مجموعه‌ای از فرایندها و شیوه‌هایی است که به منظور کاهش میزان زباله تولید می‌شود. با کاهش یا حذف تولید زباله‌های زیان‌آور و پایدار، به حداقل رساندن زباله از تلاش‌ها برای ترویج جامعه‌ای پایدارتر پشتیبانی می‌کند. کمینه‌سازی زباله شامل طراحی دوباره محصولات و فرایندها و/یا تغییر الگوهای اجتماعی مصرف و تولید است.